# Forsvik
Forsvik ist ein Ort (tätort) in der schwedischen Provinz Västra Götalands län und der historischen Provinz Västergötland. Er liegt am Übergang vom See Viken in den Bottensjö ungefähr neun Kilometer nordwestlich von Karlsborg in der Gemeinde Karlsborg.

## Geschichte
Forsvik ist ein Fremdenverkehrsort. Das Industriemuseum Forsviks Bruk beschreibt die 600-jährige Geschichte des Ortes. An den Stromschnellen zwischen den beiden Seen entstanden schon früh Mühlen, Sägewerke und Schmieden. In der zweiten Hälfte des 19. Jahrhunderts wurde Forsvik zu einem der wichtigsten Industrieorte der Region.
Um 1810 wurde in Forsvik auch mit den Arbeiten am Göta-Kanal begonnen. Die älteste und außerdem höchste Schleuse des Kanals befindet sich in Forsvik. Eine eiserne Hebebrücke aus den gleichen Jahr führte über den Kanal. Die Brücke, die seit 1956 nicht mehr in Betrieb ist, ist die älteste Eisenbrücke Schwedens und wird einmal jährlich herabgelassen.

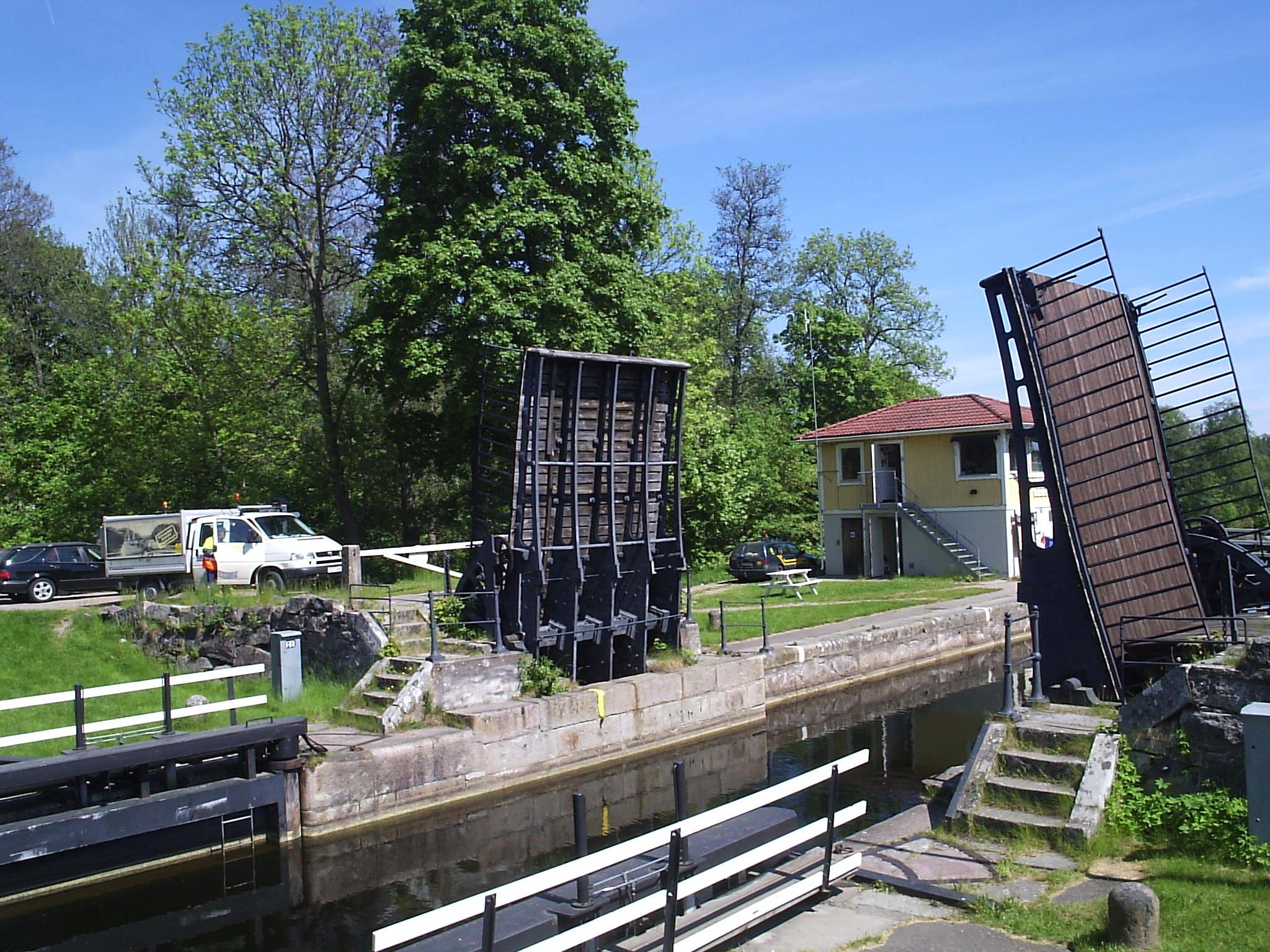
Die älteste Eisenbrücke Schwedens
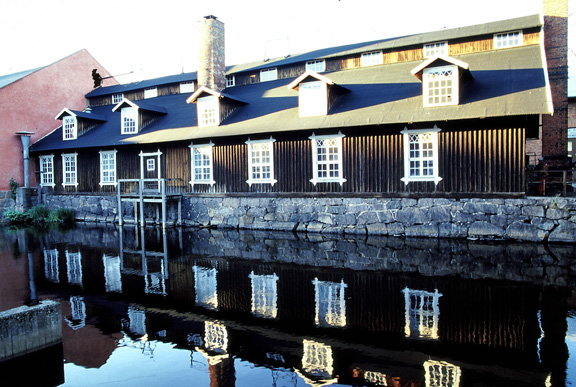
Die alte Schmiede
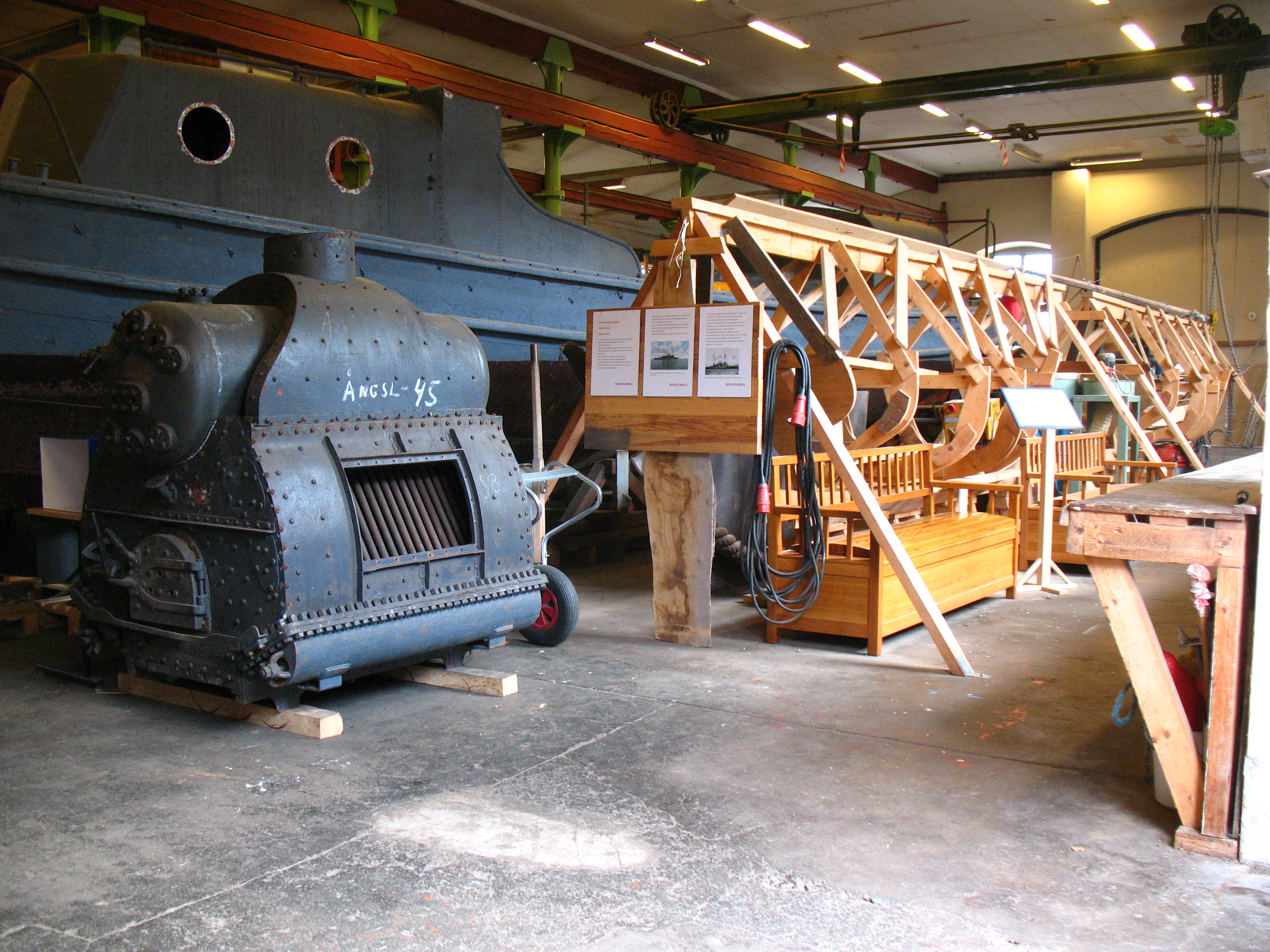
Die Bootswerkstatt
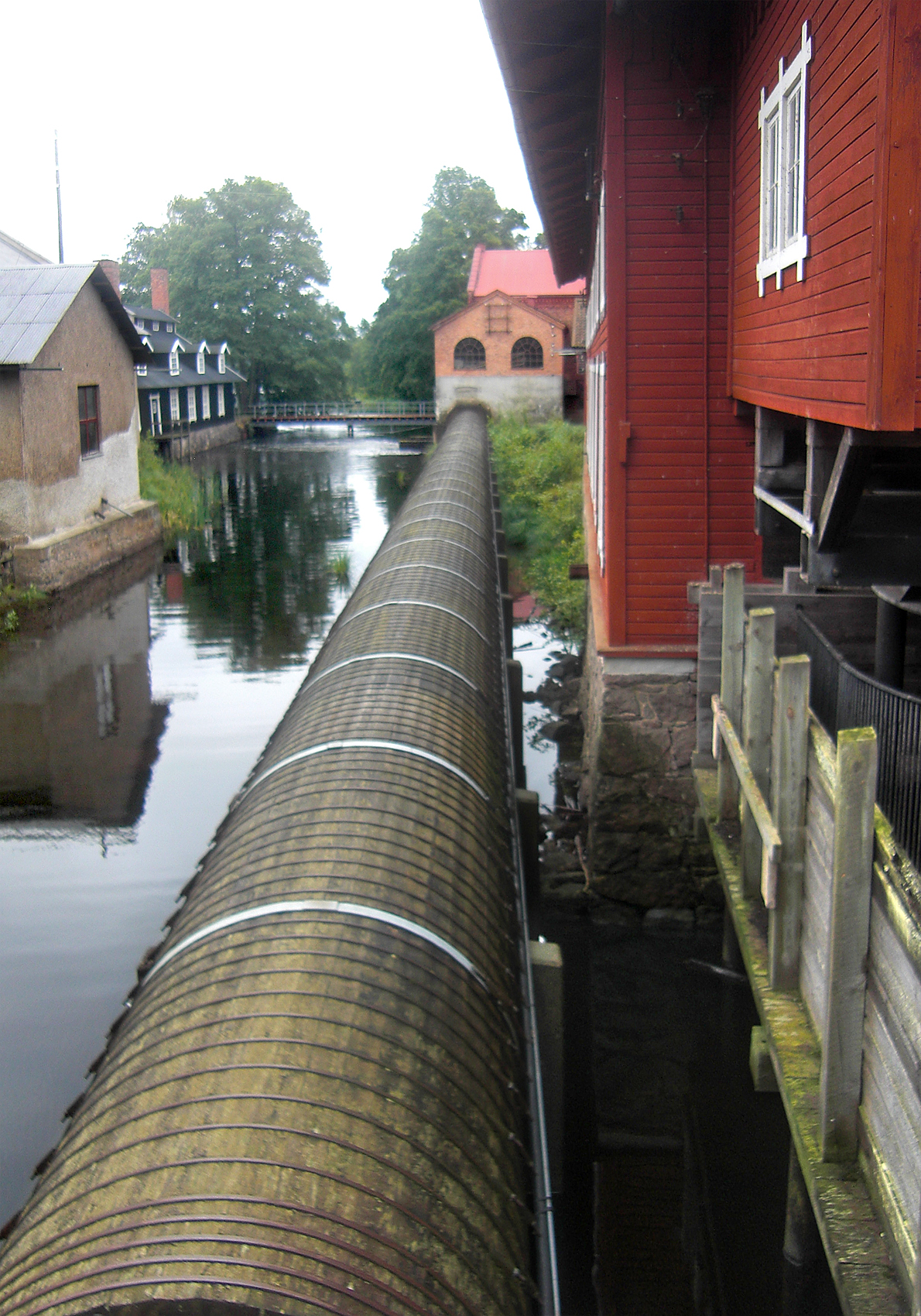
Druckwasserleitung zum ehem. Elektrizitätsgebäude